# Yannick Agnel
Ne doit pas être confondu avec Yannick Haenel.
Pour les articles homonymes, voir Agnel.
 (décembre 2021).
Le texte peut changer fréquemment, n’est peut-être pas à jour et peut manquer de recul. 
Le titre et la description de l'acte concerné reposent sur la qualification juridique retenue lors de la rédaction de l'article et peuvent évoluer en même temps que celle-ci.
Yannick Agnel, né le 9 juin 1992 à Nîmes, est un nageur français spécialiste des épreuves de sprint, et de demi-fond en nage libre (du 100 m au 400 m). Il est double médaillé d'or lors des Jeux olympiques de Londres de 2012 sur le 200 mètres nage libre et le relais 4 × 100 mètres nage libre avec ses coéquipiers Gilot, Leveaux et Lefert, et double champion du monde sur les mêmes distances à Barcelone en 2013. Surnommé « Le Squale » en raison de son féroce appétit de compétitions, il est resté longtemps le seul nageur français de l'histoire à avoir gagné deux titres au cours des mêmes Jeux olympiques. Léon Marchand dépasse sa performance en 2024.
Révélé tôt au niveau junior, il se distingue durant l'année 2009 en choisissant de nager avec un simple maillot de bain quand les autres nageurs français préfèrent utiliser les combinaisons en polyuréthane aux Championnats de France, alors que la polémique sur l'utilisation de ces produits est à son apogée, mais il retient également l'attention par ses performances remarquables pour son âge qui font de lui un espoir de la natation française. Dès l'année suivante, marquée par l'interdiction des combinaisons, il confirme les attentes en remportant son premier titre national individuel en grand bassin et en inscrivant son nom sur les tablettes des records de France des 200 et 400 m nage libre. L’année 2010 le voit également s'illustrer au niveau international en remportant son premier titre de champion d'Europe individuel sur 400 m nage libre à Budapest, et son premier titre de champion du monde en relais 4 × 100 m nage libre à Dubaï.
Le 29 juillet 2012, lors des Jeux olympiques 2012 à l'Aquatics Centre de Londres, il est le dernier nageur de l’équipe du relais français du 4 × 100 m nage libre, qui est sacrée pour la première fois dans l'histoire des Jeux ; il remporte en outre la médaille d'or sur 200 m nage libre le lendemain (devenant le cinquième champion olympique français de l'histoire dans une épreuve individuelle de natation), puis le 31 juillet termine le relais 4 × 200 m nage libre qui obtient la médaille d'argent derrière les États-Unis.
Il est l'actuel détenteur du record du monde du 400 mètres nage libre en petit bassin avec un temps de 3 min 32 s 25 et du record d'Europe du 800 m nage libre en petit bassin avec un temps de 7 min 29 s 17. Le 7 août 2016, à l'issue de son élimination d'entrée aux Jeux olympiques de Rio de Janeiro, il met un terme à sa carrière internationale.
Depuis décembre 2021, il est mis en examen pour viol et agression sexuelle sur mineure de moins de 15 ans, des faits qu'il conteste.

## Biographie
Yannick Agnel naît le 9 juin 1992 à Nîmes, d'un infirmier libéral et d'une directrice des ressources humaines en entreprise. Son prénom est choisi en hommage à Yannick Noah,,.
Il cite pour passions la politique, la littérature, la musique et la philosophie. Il passe un baccalauréat scientifique au lycée Don-Bosco de Nice, qu'il obtient avec la mention bien. Il étudie ensuite à Sophia Antipolis. Il mesure 2 m 02 et chausse du 50.[réf. nécessaire]
Par ailleurs, il est l'ambassadeur de la marque Le Coq sportif depuis 2012.[réf. nécessaire]

### Junior
C'est dans sa ville natale qu'il commence la natation au sein du Nautic Club nîmois, à l'âge de 8 ans, après avoir auparavant essayé le tennis. En 2006, le nageur rejoint Nice et son club de l'Olympic Nice Natation.

### 2009, seul en maillot
Tenus en avril à Montpellier, les Championnats de France en grand bassin sont le théâtre de temps jamais réalisés à l'instar des barrières des 21 secondes sur 50 m ou des 47 secondes sur 100 m effacées par Frédérick Bousquet et Alain Bernard. Au cœur de la compétition, l'utilisation de combinaisons en matériaux plastiques entraîne nombre de polémiques. Mais tandis que la grande majorité des engagés se vêtent des dernières tenues, Yannick Agnel se distingue en ne portant qu'un simple maillot de bain, un choix qui éveille l'intérêt du public et des médias pour le nageur alors âgé de 16 ans. « J'ai toujours nagé en maillot et je ne vois pas pourquoi je changerais » assume-t-il alors, tout en reconnaissant avoir essayé une combinaison et remarqué son pouvoir flottant. Malgré ce choix a priori handicapant, il échoue de peu à atteindre la finale du 200 m nage libre en réalisant le dixième temps en demi-finale, ce après avoir battu son record personnel en séries en 1 min 50 s 03, nouvelle meilleure marque nationale cadet. Cette édition le voit par ailleurs conquérir son premier titre national élite en remportant le relais 4 × 200 m nage libre avec ses coéquipiers du club niçois.
En juillet se déroulent les Championnats d'Europe juniors à Prague où Yannick Agnel obtient ses trois premiers titres dans un grand championnat international. Malgré une première posture plus stricte, la Ligue européenne de natation autorise l'usage des combinaisons durant la compétition. C'est pourquoi, afin de placer toutes les chances de son côté, le nageur enfile pour la première fois en compétition un pantalon composé de plaques de polyuréthane,. Titré sur 400 m nage libre en 3 min 48 s 17, deuxième chrono français de l'histoire derrière Nicolas Rostoucher, il remporte par la suite le 200 m en 1 min 47 s 02 devant le Russe Danila Izotov déjà sacré champion d'Europe seniors en petit bassin en 2008. Son temps constitue la deuxième performance française de l'histoire derrière le record de France d'Amaury Leveaux. Également aligné au sein des relais, il décroche une troisième médaille d'or au titre du 4 × 200 m — permettant la victoire des siens alors troisièmes avant sa prise de relais — ainsi que l'argent avec le 4 × 100 m nage libre. Sur 100 m nage libre, en revanche, il termine au pied du podium malgré un nouveau record personnel de 49 s 44.
La fin de l'année, synonyme de saison en petit bassin, débute par les Championnats de France organisés à Chartres. En l'absence d'Amaury Leveaux ou d'Alain Bernard sur 200 m nage libre, Yannick Agnel ne rencontre aucune difficulté à remporter son premier titre de champion de France élite. Il double même la mise sur 400 m nage libre en dominant Sébastien Rouault d'une seconde et demie. Grâce à ses deux succès, il peut honorer une première sélection en équipe nationale à l'occasion des Championnats d'Europe disputés quelques jours après à Istanbul en Turquie. Nageant avec un simple bermuda, il ne peut rivaliser avec les meilleurs et est éliminé dès les séries éliminatoires des 200 et 400 m nage libre.

### 2010, la confirmation
L'année 2010 est marquée par un retour dans le temps puisque l'usage des combinaisons est interdit dès le 1er janvier. Pour les hommes, seul le traditionnel maillot de bain est désormais autorisé. C'est au début de février que le Français effectue sa rentrée à l'occasion d'une réunion tenue dans sa ville natale. Aligné sur trois courses, il prend la tête des bilans mondiaux sur 200 m nage libre et approche son record personnel sur la distance inférieure en 49 s 60, des performances à nuancer puisque réalisées tôt dans la saison. Il confirme pourtant un mois plus tard en améliorant son record personnel sur 200 m en 1 min 46 s 83, menaçant un peu plus le record de France de l'épreuve et subtilisant la meilleure performance mondiale de l'année au Sud-Coréen Park Tae-hwan (1 min 46 s 98). Quelques semaines plus tard ont lieu les Championnats de France en grand bassin qui déterminent les sélections pour les divers championnats internationaux prévus durant l'été. Yannick Agnel se signale tout d'abord sur 400 m en validant sa qualification pour les Championnats d'Europe séniors puisque médaillé d'argent derrière Sébastien Rouault. Sur 100 m, s'il descend pour la première fois sous les 49 secondes en demi-finale (48 s 99), il ne se classe que septième à près d'une seconde de Fabien Gilot en finale. Plus tard, il conquiert son premier titre national en grand bassin en remportant le 200 m, ce après avoir battu le record national en 1 min 46 s 35, soit 19 centièmes de seconde de moins que la référence d'Amaury Leveaux. Le précédent record national, établi en 2008 lorsque les premières combinaisons à plaques ont été utilisées, est le premier battu en 2010. À titre de comparaison, les observateurs évoquent alors le meilleur temps de l'histoire en maillot de bain sur la distance, propriété de l'Australien Ian Thorpe, l'ancien record du monde réalisé en 1999 en 1 min 46 s. Le nageur n'obtient cependant pas sa qualification pour l'Euro puisqu'il ne satisfait aux minima chronométriques exigés par la Fédération française en séries, d'où une polémique sur l'excès de zèle de cette dernière. Lors de celles-ci, il nage en effet 12 centièmes au-delà du temps demandé. Après ces « France », Agnel se concentre sur ses études et obtient un baccalauréat scientifique juste après avoir affronté l'Américain Michael Phelps à l'occasion de l'Open de Paris fin juin. Le nageur améliore alors de cinq centièmes de seconde son propre record de France du 200 m en 1 min 46 s 30. Nageur le plus rapide de l'année depuis les Championnats de France, le Français perd son record au profit du champion du monde en titre allemand Paul Biedermann au début de juillet.
Quelques jours après la compétition parisienne, le nageur participe pour la dernière fois aux Championnats d'Europe juniors organisés à Helsinki en Finlande. Malgré une faible concurrence, il s'impose sur 400 m nage libre en améliorant le record de France en 3 min 46 s 26, mettant ainsi fin à la domination de Nicolas Rostoucher qui monopolisait cette meilleure marque depuis 2000. Premier dans l'eau, il remporte également le relais 4 × 100 m nage libre avec un aller-retour personnel de 49 s 08. Sur l'épreuve individuelle, il remporte l'or avec un record personnel — 48 s 80 — à la clé et termine son programme individuel par un succès facile sur 200 m. Performance rare, ce triplé 100, 200 et 400 m nage libre est le troisième de l'histoire après ceux réalisés par le Néerlandais Pieter van den Hoogenband en 1994 et l'Italien Massimiliano Rosolino l'année suivante. Vainqueur avec le relais 4 × 200 m et deuxième au sein du relais 4 × 100 m quatre nages, il termine la compétition avec six médailles.
Quelques semaines plus tard, aux Championnats d'Europe seniors se tenant à Budapest, il remporte la médaille d'or du 400 m nage libre en devançant l'Allemand Biedermann. À l'issue d'une course disputée, il améliore son propre record de France en 3 min 46 s 17 et devient le troisième champion d'Europe français de l'épreuve après Jean Taris, sacré en 1934, et Alex Jany, titré en 1947 et 1950. Le même jour, il décroche la médaille d'argent au sein du relais 4 × 100 m nage libre français, pourtant favori de l'épreuve, mais marqué par la défaillance du dernier relayeur Alain Bernard. Aligné par ailleurs au sein du relais 4 × 200 m nage libre avec ses compatriotes Clément Lefert, Antton Haramboure et Jérémy Stravius, il peut se mesurer une seconde fois à Paul Biedermann puisqu'ils sont tous deux les premiers relayeurs de leur équipe. Devant Biedermann jusqu'au dernier virage, il se fait dépasser par ce dernier en fin de parcours mais améliore son propre record national en 1 min 45 s 83. Grâce au très rapide dernier relais de Jérémy Stravius qui permet à l'équipe de remonter de la quatrième à la troisième place, il décroche une troisième médaille, cette fois en bronze.
En fin d'année 2010, il participe à ses premiers Championnats du monde de natation en petit bassin 2010 à Dubaï. Après la déception du 200 mètres nage libre, où par une mauvaise gestion des séries, il ne se qualifie pas pour la finale (10e temps des séries en 1 min 43 s 51), il contribue à donner le premier titre mondial en relais 4 × 100 m nage libre de l'histoire de la natation française. En tant que dernier relayeur, et avec ses compatriotes Alain Bernard, Frédérick Bousquet et Fabien Gilot, il devance la Russie et le Brésil et fait ainsi résonner La Marseillaise dans l'enceinte aquatique de Dubaï. Le lendemain, accompagné de ses compatriotes Fabien Gilot, Antton Haramboure et Jérémy Stravius, il décroche la médaille de bronze sur le relais 4 × 200 m nage libre en 6 min 53 s 05, nouveau record de France. Deux jours plus tard, il se classe 6e ex æquo en 3 min 40 s 07 avec son compatriote Sébastien Rouault de la finale du 400 m nage libre, remporté par l'Allemand Paul Biedermann.

### 2011, l'apprentissage du niveau mondial
Il gagne les titres de champion de France du 200 et du 400 m nage libre (en signant deux nouveaux records de France), et finit 3e du 100 m nage libre, derrière Fabien Gilot et William Meynard. Victime en avril d'une pneumopathie avec staphylocoque, sa préparation est mise à mal durant quelques semaines. Il concourt pourtant peu après aux meetings Mare Nostrum de Canet-en-Roussillon et Monaco.
Lors des Championnats du monde de natation 2011 à Shanghai, il bat son record de France du 200 m nage libre en passant sous la barrière de 1 min 45 s. Cette performance est pourtant insuffisante pour monter sur le podium (5e place finale), dans une course où pour la première fois de l'histoire, cinq nageurs passent sous cette barrière de 1 min 45, notamment le champion du monde Ryan Lochte (1 min 44 s 44), et les médaillés Michael Phelps (1 min 44 s 79) et Paul Biedermann (1 min 44 s 88).
Lors du 400 m nage libre, il prend la 6e place dans un temps moins bon que celui qui lui avait permis de devenir champion de France à Schiltigheim.
Il glane cependant une médaille d'argent avec l’équipe du relais 4 × 200 m nage libre composée en outre de Fabien Gilot, Grégory Mallet et Jérémy Stravius, devancée en finale par l’équipe américaine emmenée par Ryan Lochte et Michael Phelps.
Yannick Agnel intègre la Skema Business School à Sophia Antipolis en septembre. Il avait obtenu son bac en 2010, avec une mention bien.

### 2012, au sommet de l'Olympe
Yannick Agnel commence l'année olympique avec l'ambition de doubler les 100 et 200 m nage libre à Londres, laissant de côté le 400 m nage libre, une discipline sur laquelle il est pourtant champion d'Europe. Cette décision surprenante s'explique par le fait qu'il juge le programme des courses à Londres trop lourd pour concilier 100, 200 et 400 m nage libre. Il déclare en plus manquer de motivation pour la distance, et estime que cette course dominée largement depuis deux ans par les Asiatiques Park et Sun Yang pourrait nuire à son objectif prioritaire qui est le 200 m nage libre,. Il déclare aussi ressentir du plaisir à nager le 100 m nage libre, une discipline encore nouvelle pour lui.
Engagé sur les championnats de France de Dunkerque qualificatifs pour les Jeux olympiques sur 100 et 200 m nage libre, Yannick Agnel entame la compétition idéalement en dominant le 200 m et en établissant, avec le chrono de 1 min 44 s 42, un nouveau record de France, ainsi que la meilleure performance mondiale de la saison devant Amaury Leveaux (1 min 46 s 72) et Grégory Mallet (1 min 46 s 77).
Il confirme deux jours plus tard en remportant le 100 m nage libre, abaissant son record personnel de près de six dixièmes en 48 s 02, devant Fabien Gilot (48 s 38) et son coéquipier niçois Clément Lefert (48 s 64) dans une course dense et réussit son pari de se qualifier sur 100 et 200 m nage libre en individuel pour les Jeux olympiques.
La veille des Jeux olympiques de Londres, Yannick Agnel possède toujours la meilleure marque mondiale sur 200 m nage libre, qui le place en favori pour le titre olympique sur la distance et fait qu’il compte parmi les outsiders sur 100 m nage libre, ainsi qu'avec ses coéquipiers sur les relais 4 × 100 et 4 × 200 m nage libre.
Rentrant en lice dès le deuxième jour de compétition, Yannick Agnel passe facilement les séries et les demi-finales du 200 m nage libre dont il va disputer le lendemain la finale. Dans la foulée, il devient champion olympique en remportant le relais 4 × 100 mètres nage libre avec ses coéquipiers Amaury Leveaux, Fabien Gilot et Clément Lefert. Dernier à s'élancer, il réalise le meilleur chrono lancé des participants avec 46 s 74 et reprend 1 seconde à l'Américain Ryan Lochte, permettant ainsi à la France de rejoindre et devancer sur le fil les États-Unis qui, jusque-là, avaient dominé toute la course, la Russie terminant 3e.
À la suite de sa performance du relais, les médias américains sont unanimes concernant Agnel, USA Today le considérant comme « le nouveau vilain de l'Amérique ». L'entraîneur américain Eddie Reese déclare à son propos : « Il m'a toujours fait peur car il est tellement à l'aise dans l'eau. C'est un spécialiste du 200 m, ce qui signifie qu'il n'est jamais fatigué. Je n'aime pas ça, mais je dois reconnaître qu'il a fait fort. Il a été grandiose. ». Agnel quant à lui déclare « Pourquoi pas un deuxième titre dès demain ? ».
Le lendemain de cet exploit collectif, il confirme sa réussite, au terme d'une course qu’il domine de bout en bout, en remportant la médaille d'or sur le 200 mètres nage libre et en améliorant son record de France de plus d'une seconde (1 min 43 s 14, troisième temps de l'histoire derrière Paul Biedermann et Michael Phelps), devançant de près de deux secondes le Sud-Coréen Park et le Chinois Sun Yang, tous deux ex-aequo en 1 min 44 s 93. Il devient le cinquième champion olympique français en individuel, rejoignant Jean Boiteux (1952), Laure Manaudou (2004), Alain Bernard (2008) et sa collègue d'entrainement niçoise Camille Muffat, sacrée la veille sur 400 m nage libre. Le New York Times titre le lendemain concernant la course d'Agnel « Pour l'instant, l'homme de ces Jeux est un grand luminaire avec une mâchoire. Désolé Ryan ».
Le lendemain, une heure à peine après s'être qualifié difficilement pour la finale du 100 m nage libre avec le 7e temps en 48 s 23, Agnel remporte la médaille d'argent du relais 4 × 200 mètres nage libre avec ses coéquipiers Amaury Leveaux, Grégory Mallet et Clément Lefert derrière les États-Unis (gratifiés de 6 min 59 s 70), relais dans lequel il creuse un écart définitif de près de quatre secondes sur les pays suivants, remontant même partiellement sur l'Américain Michael Phelps, avec un nouveau record de France à la clef en 7 min 2 s 77.
Émoussé par l'enchainement des épreuves, il améliore cependant le jour suivant son record personnel sur 100 mètres nage libre en 47 s 84 mais termine au pied du podium pour 4 centièmes dans une course remportée par l'Américain Nathan Adrian.
Il participe le dernier jour de compétition au relais 4 × 100 m quatre nages qui termine 6e de sa série et 10e temps et ne se qualifie donc pas pour la finale.
Le 15 novembre, il bat le record du monde sur 400 m nage libre en petit bassin en nageant en 3 min 32 s 25 lors de la journée des championnats de France en petit bassin à la piscine Jean Bouin d'Angers, battant ainsi le temps établi en 2009 par l'Allemand Paul Biedermann alors équipé d’une combinaison en polyuréthane. Le lendemain, en série lente du 800 m nage libre, il bat le record d'Europe de la distance en petit bassin en nageant en 7 min 29 s 17, battant le précédent record établi en 2009 par l'Italien Federico Colbertaldo lui aussi obtenu à l'aide d'une combinaison en polyuréthane. Il remporte deux jours plus tard le 100 m nage libre en 46 s 68. Sur 200 m nage libre, Yannick Agnel remporte son quatrième titre de champion de France de la semaine en battant le record de France en 1 min 39 s 37.
Dans la foulée des championnats de France, Yannick Agnel s'aligne sur plusieurs épreuves aux championnats d'Europe en petit bassin qui ont lieu à Chartres, en France. Dès la première journée, il obtient la médaille d'or sur 400 m nage libre, loin de son record du monde en 3 min 37 s 54. Ensuite, ne pouvant rien faire face aux Russes Vladimir Morozov (45 s 68) et Evgeny Lagunov (46 s 52), il obtient le bronze sur 100 m nage libre en 46 s 80 et enfin, le dernier jour de compétition, le titre européen sur 200 m nage libre avec un temps de 1 min 41 s 46.
Grâce à ses performances durant l'année 2012, le 24 octobre, il est désigné nageur européen de l'année avec 48,5 % des voix. Il devance le Hongrois Daniel Gyurta (42 %) et Florent Manaudou (4,5 %).

### 2013-2014, le «grand départ»
En 2013, Yannick Agnel participe aux championnats de France à Rennes qui se tiennent du 9 au 14 avril. Sa première course a lieu le 12 avril, il s’agit du 100 m nage libre. Grand favori de la course, il domine les séries et les demi-finales, avant de s'incliner à la surprise générale face à William Meynard, médaillé de bronze de l'épreuve aux Mondiaux 2011. Il échoue pour seulement 9 centièmes (48 s 62 contre 48 s 53 à Meynard). Cette défaite ne l'empêche pas d'être qualifié sur cette distance pour les Mondiaux de 2013 qui sont prévus à Barcelone, car il est nettement en dessous des minima requis (48 s 97). Pendant les championnats, il est victime d'une gastro-entérite. Ainsi, deux jours après le 100 m nage libre, il ne réalise que le sixième temps des séries du 200 m nage libre, épreuve dont il est champion olympique en titre. Il se rattrape en demi-finales en réalisant le meilleur temps et se déclare prêt pour le combat. Son principal adversaire en finale est l'Amiénois Jérémy Stravius, nageur le plus titré de ces championnats. Il s'impose néanmoins en finale pour seulement 13 centièmes (1 min 45 s 48 contre 1 min 45 s 61 à Stravius). Il obtient ainsi sa qualification sur la distance.
Le 18 mai, Yannick Agnel annonce sa séparation d'avec son entraîneur de Nice Fabrice Pellerin. Il décide de partir s'entraîner aux États-Unis sous la direction de Bob Bowman, l'homme qui s'occupait, jusqu'en 2012, de Michael Phelps. Bien que qualifié pour deux épreuves individuelles pour les championnats du monde, Agnel décide de ne pas participer à ces compétitions, et de se concentrer sur les épreuves de relais avec l'équipe de France. Il décide néanmoins quelques jours avant les championnats du monde de nager le 200 m nage libre.
Arrivé aux championnats du monde de Barcelone dans un état de forme moindre par rapport aux années précédentes, il remporte cependant la médaille d'or du relais 4 × 100 m nage libre, avec ses coéquipiers Fabien Gilot, Florent Manaudou et Jérémy Stravius. Sa prestation moyenne lors de la course (48 s 74 soit le 7e temps du premier relais) pose inévitablement des questions quant à son potentiel pour la suite de la compétition, notamment pour le 200 m nage libre, course dont il est le champion olympique en titre et dont la finale se dispute seulement deux jours plus tard.
Les doutes sont confirmés par ses séries et demi-finale, dans lesquelles il se montre bien moins rapide que ses principaux rivaux. Les doutes sont écartés le lendemain en finale lorsque, au terme d'une course menée de bout en bout, il remporte, en 1 min 44 s 20, son premier titre mondial, devançant de plus d'une seconde son nouveau compère d'entrainement à Baltimore et ami proche, l'Américain Conor Dwyer (1 min 45 s 32) et le Russe Danila Izotov (1 min 45 s 59).
Ses mondiaux se terminent par une décevante 4e place avec ses coéquipiers du relais 4 × 200 m nage libre (Lorys Bourelly, Grégory Mallet et Jérémy Stravius), relais dans lequel, lançant son équipe, Agnel réalise un temps bien en-deçà de sa performance en individuel (1 min 45 s 44).
Au terme de mondiaux contrastés sur le plan individuel, mais durant lesquels il a réussi à tenir son rang sur 200 m nage libre, il repart avec deux médailles d'or. Yannick Agnel souhaite avec son nouvel entraineur Bob Bowman découvrir de nouvelles méthodes d'entraînement avec l'objectif de devenir le premier nageur depuis Ian Thorpe à être compétitif du 100 au 400 m nage libre pour les prochains Jeux olympiques de Rio de Janeiro trois ans plus tard.
Il déclare aussi vouloir apaiser les tensions avec son ancien entraineur niçois, Fabrice Pellerin.
Lors des championnats d'Europe de natation de Berlin en août 2014 où le nageur décide de se concentrer sur les 200 et 400 m nage libre, la question de sa forme physique se pose très rapidement, à l'issue de son élimination en séries du 400 m nage libre dès le premier jour. Cette question prend de l'ampleur le jour suivant au terme de performances délicates sur les séries et demi-finales du 200 m nage libre qui est pourtant sa discipline favorite. En effet le Français, champion olympique et champion du monde en titre sur la distance, ne se qualifie en finale qu'avec le 7e rang. Le lendemain, lors de la finale, Agnel parvient cependant à obtenir la médaille de bronze avec un temps de 1 min 46 s 65 derrière le Serbe Velimir Stjepanović (1 min 45 s 78) et son rival allemand Paul Biedermann (1 min 45 s 80). Deux jours plus tard, Agnel termine sa compétition par une quatrième place au relais 4 × 200 m nage libre avec ses équipiers Lorys Bourelly, Jérémy Stravius et Clément Mignon.
À l'issue de la compétition, le nageur français déclare avoir « fait du mieux qu'il pouvait et n'avoir rien à se reprocher bien que la frustration soit très grande ». Il explique que ses relatives contre-performances à Berlin sont surtout dues à une difficulté d'adaptation à la méthode d'entrainement américaine très lourde et différente de ce à quoi il était habitué à Nice. Il souhaite « discuter de façon constructive avec son entraîneur Bob Bowman dans le but de trouver des solutions afin d'éviter que telle situation ne puisse se reproduire à l'avenir ». Agnel se déclare, en outre, confiant dans le fait que cet entraînement très lourd paiera forcément un jour, concluant que « le triplé 100, 200 et 400 m nage libre aux Jeux de Rio 2016 reste très présent dans un coin de sa tête et que cette idée est la principale source de motivation qui lui permet de se lever très tôt tous les matins »,. Agnel choisit néanmoins de rentrer en France au mois de septembre 2014 et prend Lionel Horter comme nouvel entraîneur au sein du Mulhouse Olympic Natation. Ce choix est soutenu publiquement par l’Américain Bowman qu’il quitte.

### 2015
À nouveau champion de France du 200 m nage libre, Agnel ne participe cependant pas aux Championnats du monde pour lequel il est qualifié. Atteint d'une pleurésie, il déclare forfait au mois de juin.

### 2016: décision de retraite sportive
Le 7 août 2016, après son élimination lors des séries du 200 m nage libre aux Jeux olympiques de Rio, il annonce la fin de sa carrière.
En 2017, il fait sa rentrée à l'université Paris-Dauphine en DEGEAD 1 (équivalent d'une L1, ou Licence 1).
En 2019, il devient consultant pour France Télévisions. Il commente les Championnats du monde de natation 2019 avec Alexandre Boyon sur France 3 et France Ô. Il rejoint également le structure d'esport Team MCES en tant que directeur sportif. En 2019, il participe à l'émission Le Matin sur la webTV Twitch LeStream. Il continue d'y participer toute la saison à plusieurs reprises en tant que chroniqueur. Durant les Jeux olympiques 2020 à Tokyo, qui sont décalés en 2021 en raison de la pandémie de Covid-19, il commente les épreuves de natation sur France Télévisions avec Alexandre Boyon.

### Soutien politique apporté à l’élection présidentielle de 2017
Durant l'entre-deux-tours de l'élection présidentielle française de 2017, il fait partie d'une soixantaine de sportifs en activité ou retraités qui signent un appel à voter Emmanuel Macron au second tour « pour que le sport demeure un espace de liberté, d'égalité et de fraternité ».

### Conflit avec le club de Mulhouse
Après une plainte déposée par le nageur en 2019 qui passe relativement inaperçue, en juillet 2020, le tribunal judiciaire de Mulhouse condamne le Mulhouse Olympic Natation (MON) à verser à Yannick Agnel la somme de 60 000 euros, soit la dernière année de salaire due mais non payée. Le club fait appel de cette décision.
Cette condamnation entraine une mise en lumière, dans les médias, du MON et de plusieurs des irrégularités financières associées à la gestion de celui-ci par la famille Horter. Début octobre 2020, une enquête menée par la cellule d'investigation de Radio France dénonce les agissements des parents et du frère de Lionel Horter, tous impliqués dans la natation de haut niveau. Est reproché à Lionel Horter une mauvaise gestion de l'argent public, un cumul illégal d'emplois publics et privés (donc un conflit d'intérêts) et le non-versement de sommes contractuellement dues entre-autres à Yannick Agnel,.
Le 13 mai 2022, la cour d'appel de Colmar confirme le jugement rendu en première instance. Le Mulhouse Olympic Natation doit verser à Yannick Agnel la somme de 60 000 euros,.

## Accusations de viol et d'agression sexuelle
Pour un article plus général, voir Violences sexuelles et sexistes dans le sport français.
Le texte peut changer fréquemment, n’est peut-être pas à jour et peut manquer de recul. 
Le titre et la description de l'acte concerné reposent sur la qualification juridique retenue lors de la rédaction de l'article et peuvent évoluer en même temps que celle-ci.
Yannick Agnel est interpellé le 9 décembre 2021, sur commission rogatoire délivrée par un juge d'instruction, dans le cadre d'une information judiciaire ouverte pour « viol et agression sexuelle sur mineur de moins de 15 ans »,. La plainte a été déposée par l'une des filles de Lionel Horter pour des faits qui remontent à 2016 selon la plaignante  notamment plusieurs fellations et masturbations lorsque le nageur est logé chez Lionel Horter,. Elle était alors âgée de 13 ans et Yannick Agnel de 23 ans au moment des faits,.
À l'issue de sa garde à vue, la procureure de la République de Mulhouse déclare que « Yannick Agnel reconnaissait la matérialité des faits qui lui étaient reprochés » mais qu'il « n'avait pas eu le sentiment qu'il y ait eu contrainte », et évoque une relation faite dans le « consentement ». Il est mis en examen le 11 décembre et laissé en liberté sous contrôle judiciaire,.
Selon une investigation menée par Radio France ainsi que L'Obs, plusieurs personnes de l'entourage de Yannick Agnel auraient été au courant de leur relation intime. Un témoin indique que « Ça se savait, pourtant, que quelque chose s'était passé entre Yannick et Naome. Elle s'était confiée auprès de certains. » Lors des écoutes menées dans le cadre de la première enquête, il est soupçonné d'atteinte sexuelle sur une autre mineure de son entourage, non liée à la natation, évènement dont il avait déjà fait part aux enquêteurs lors de sa garde à vue en décembre. Après avoir quitté Mulhouse, Yannick Agnel se plaint fin 2022 d'« une présentation des faits partielle et biaisée ».
Le 15 mai 2025, le procureur de la république de Mulhouse qui estime qu'à l'époque « les faits sont constitutifs de viols et d'agressions sexuelles en raison de la différence d'âge » annonce que Yannick Agnel sera jugé devant la cour criminelle du Haut-Rhin, pour viol et agression sexuelle sur une mineure de moins de 15 ans. Son avocate affirme vouloir faire appel du renvoi devant la cour criminelle,.

## Caractéristiques du nageur

### Capacités techniques et physiques
Encore peu à l'aise dans les parties techniques (virages et coulées sous-marines), Yannick Agnel se démarque par sa technique de nage fluide et économique en termes d'énergie tout en alliant puissance et rendement. En effet, le nageur français conserve une posture haute sur l'eau et ne perd pas un centimètre d'amplitude en fin de mouvement de bras. Cela s'explique par une technique plus hydrodynamique qui consiste à plier le coude le plus tôt possible dans un cycle de nage afin de garder le coude le plus haut possible durant le mouvement sous-marin du bras réduisant ainsi la poussée arrière de l'eau. Garder le coude haut permet à Agnel de maintenir la moitié supérieure du bras parallèle à la surface le plus longtemps possible. Ainsi, l'hydrodynamisme est meilleur. Le nageur américain médaillé olympique Gary Hall Sr considère Yannick Agnel comme l'un des meilleurs représentants de cette technique appelée « early vertical forearm ».
S'exprimant sur les épreuves de nage libre en compétition, Agnel est depuis l'Australien Ian Thorpe, le seul nageur capable d'être performant du 100 au 400 m nage libre. D'abord arrivé sur 400 m, Agnel possède une endurance dont il tire maintenant un avantage certain sur les distances inférieures qu'il privilégie à partir de 2012. La vitesse de base acquise grâce à son travail pour le 100 m en fait maintenant un nageur complet qui excelle sur le 200 m, qui est sa distance de prédilection. Il est en outre le seul nageur qui ait nagé moins de 48 s sur 100 m nage libre, moins de 1 min 44 s sur 200 m nage libre et moins de 3 min 44 s sur 400 m nage libre[réf. souhaitée].
Au-delà de ses capacités aquatiques, Yannick Agnel est doté d'un physique qui, bien que très différent des standards de la natation moderne et souvent pointé par les médias comme « atypique », n'en représente pas moins un avantage sur la concurrence. Très grand et longiligne et à l'allure parfois frêle, Agnel possède un corps taillé pour la glisse dans l'eau avec des bras très longs lui donnant une envergure de 2,10 m (il mesure 2,02 m) et une pointure de 50, faisant de ses pieds de bons propulseurs. En outre, son physique filiforme lui donne une meilleure pénétration dans l'eau.
Bob Bowman, qui a été son entraîneur pendant un an, n'hésite pas à comparer Agnel à son ancien élève multiple champion olympique Michael Phelps, notamment pour ses capacités mentales et son approche de la compétition, même si Agnel se défend avec modestie de ce type de comparaison, déclarant souvent qu'une comparaison à des nageurs de la classe de Phelps ou Lochte ne lui apparaît pas logique.

## Palmarès

### Jeux olympiques
| Édition      | Épreuve          | Épreuve                            | Épreuve              | Épreuve                  | Épreuve                            | Épreuve |
| Édition      | 100 m nage libre | 200 m nage libre                   | 4 × 100 m nage libre | 4 × 200 m nage libre     | 4 × 100 m quatre nages             |         |
| Londres 2012 | 4e 47 s 84       | Or 1 min 43 s 14 (RF)              | Or 3 min 9 s 93      | Argent 7 min 2 s 77 (RF) | 10e temps des séries 3 min 34 s 60 |         |
| Rio 2016     | -                | 19e temps des séries 1 min 47 s 35 | -                    | -                        | -                                  |         |

### Championnats du monde
| Édition        | Épreuve               | Épreuve          | Épreuve              | Épreuve                  | Épreuve | Épreuve |
| Édition        | 200 m nage libre      | 400 m nage libre | 4 × 100 m nage libre | 4 × 200 m nage libre     |         |         |
| Shanghai 2011  | 5e 1 min 44 s 99 (RF) | 6e 3 min 45 s 24 | -                    | Argent 7 min 4 s 81 (RF) |         |         |
| Barcelone 2013 | Or 1 min 44 s 20      | -                | Or 3 min 11 s 18     | 4e 7 min 4 s 91          |         |         |

| Édition    | Épreuve                            | Épreuve          | Épreuve              | Épreuve                   | Épreuve | Épreuve |
| Édition    | 200 m nage libre                   | 400 m nage libre | 4 × 100 m nage libre | 4 × 200 m nage libre      |         |         |
| Dubaï 2010 | 10e temps des séries 1 min 43 s 51 | 6e 3 min 40 s 07 | Or 3 min 4 s 78 (RF) | Bronze 6 min 53 s 05 (RF) |         |         |

### Championnats d'Europe
| Édition       | Épreuve              | Épreuve                            | Épreuve              | Épreuve                  | Épreuve                                           |
| Édition       | 200 m nage libre     | 400 m nage libre                   | 4 × 100 m nage libre | 4 × 200 m nage libre     | 4 × 100 m quatre nages                            |
| Budapest 2010 | -                    | Or 3 min 46 s 17 (RF)              | Argent 3 min 13 s 29 | Bronze 7 min 9 s 70 (RF) |                                                   |
| Berlin 2014   | Bronze 1 min 46 s 65 | 11e temps des séries 3 min 50 s 81 | -                    | -                        |                                                   |
| Londres 2016  | -                    | -                                  | -                    |                          | Argent 3 min 33 s 89 (ne participe qu'aux séries) |

| Édition       | Épreuve          | Épreuve                            | Épreuve                            |
| Édition       | 100 m nage libre | 200 m nage libre                   | 400 m nage libre                   |
| Istanbul 2009 | -                | 23e temps des séries 1 min 45 s 60 | 23e temps des séries 3 min 45 s 57 |
| Chartres 2012 | Bronze 46 s 80   | Or 1 min 41 s 46                   | Or 3 min 37 s 54                   |

| Édition       | Épreuve          | Épreuve               | Épreuve                   | Épreuve              | Épreuve              | Épreuve                |
| Édition       | 100 m nage libre | 200 m nage libre      | 400 m nage libre          | 4 × 100 m nage libre | 4 × 200 m nage libre | 4 × 100 m quatre nages |
| Prague 2009   | 4e 49 s 44       | Or 1 min 47 s 02 (RC) | Or 3 min 48 s 17 (RC)     | Argent 3 min 20 s 08 | Or 7 min 21 s 15     | —                      |
| Helsinki 2010 | Or 48 s 80       | Or 1 min 46 s 58 (RC) | Or 3 min 46 s 26 (RC, RF) | Or 3 min 19 s 65     | Or 7 min 21 s 40     | Argent 3 min 41 s 55   |

### Championnats de France
| Édition            | Épreuve                      | Épreuve                          | Épreuve                                | Épreuve                         | Épreuve              | Épreuve              |
| Édition            | 50 m nage libre              | 100 m nage libre                 | 200 m nage libre                       | 400 m nage libre                | 4 × 100 m nage libre | 4 × 200 m nage libre |
| Dunkerque 2008     | 33e temps des séries 24 s 27 | 15e temps en demi-finale 51 s 47 | 17e temps des séries 1 min 53 s 38     | 2e de la finale B 3 min 57 s 81 | —                    | —                    |
| Montpellier 2009   | 33e temps des séries 23 s 82 | 14e temps en demi-finale 50 s 55 | 10e temps en demi-finale 1 min 51 s 02 | 4e de la finale B 3 min 57 s 05 | —                    | Or 7 min 22 s 93     |
| Saint-Raphaël 2010 | —                            | 7e 49 s 51                       | Or 1 min 47 s 52                       | Argent 3 min 49 s 83            | —                    | —                    |
| Schiltigheim 2011  | —                            | Bronze 48 s 59                   | Or 1 min 45 s 47 RF                    | Or 3 min 43 s 85 RF             | —                    | —                    |
| Dunkerque 2012     | —                            | Or 48 s 02                       | Or 1 min 44 s 42 RF                    | —                               | —                    | —                    |
| Rennes 2013        | —                            | Argent 48 s 62                   | Or 1 min 45 s 48                       | —                               | —                    | —                    |
| Chartres 2014      | —                            | 6e 49 s 52                       | Or 1 min 45 s 63                       | Or 3 min 49 s 65                | —                    | —                    |
| Limoges 2015       |                              |                                  | Or 1 min 45 s 97                       |                                 |                      |                      |
| Montpellier 2016   |                              | 7e temps en finale A 49 s 14     | Bronze 1 min 46 s 99                   |                                 |                      |                      |

| Édition          | Épreuve                      | Épreuve                      | Épreuve                         | Épreuve                           | Épreuve               | Épreuve        | Épreuve          |
| Édition          | 50 m nage libre              | 100 m nage libre             | 200 m nage libre                | 400 m nage libre                  | 800 m nage libre      | 100 m 4 nages  | 200 m 4 nages    |
| Nîmes 2007       | 18e temps des séries 23 s 58 | 22e temps des séries 50 s 88 | —                               | —                                 | —                     | —              | —                |
| Angers 2008      | 26e temps des séries 23 s 15 | 15e temps des séries 49 s 60 | 3e de la finale B 1 min 47 s 61 | 7e temps des séries 3 min 47 s 89 | —                     | —              | —                |
| Chartres 2009    | 2e de la finale B 22 s 81    | 24e des séries 50 s 89       | Or 1 min 44 s 06                | Or 3 min 43 s 55                  | —                     | —              | —                |
| Chartres 2010    | —                            | Argent 47 s 05               | Or 1 min 41 s 96 (RF)           | Or 3 min 39 s 91 (RF)             | —                     | —              | —                |
| Angers 2012      | —                            | Or 46 s 68                   | Or 1 min 39 s 70 (RF)           | Or 3 min 32 s 25 (RM)             | Or 7 min 29 s 17 (RE) | —              | —                |
| Montpellier 2014 |                              | Bronze 47 s 60               | —                               | —                                 | —                     | Argent 54 s 10 | Or 1 min 57 s 26 |

## Records

### Records personnels
Ces tableaux listent les records personnels de Yannick Agnel au 15 novembre 2012.
| Épreuve          | Temps              | Compétition                 | Lieu                 | Date            |
| 100 m nage libre | 47 s 84            | Jeux olympiques 2012        | Londres, Royaume-Uni | 1er août 2012   |
| 200 m nage libre | 1 min 43 s 14 (RF) | Jeux olympiques 2012        | Londres, Royaume-Uni | 30 juillet 2012 |
| 400 m nage libre | 3 min 43 s 85 (RF) | Championnats de France 2011 | Schiltigheim, France | 24 mars 2011    |

| Épreuve          | Temps              | Compétition                 | Lieu           | Date             |
| 200 m nage libre | 1 min 39 s 70 (RF) | Championnats de France 2012 | Angers, France | 18 novembre 2012 |
| 400 m nage libre | 3 min 32 s 25 (RM) | Championnats de France 2012 | Angers, France | 15 novembre 2012 |
| 800 m nage libre | 7 min 29 s 17 (RE) | Championnats de France 2012 | Angers, France | 16 novembre 2012 |

### Record du monde battu
Yannick Agnel a battu un record du monde depuis le début de sa carrière.
| Épreuve                          | Temps         | Information / Compétition   | Lieu           | Date             |
| 400 m nage libre en petit bassin | 3 min 32 s 25 | Championnats de France 2012 | Angers, France | 15 novembre 2012 |

### Record d'Europe battu
Yannick Agnel a battu un record d'Europe depuis le début de sa carrière.
| Épreuve                          | Temps         | Information / Compétition   | Lieu           | Date             |
| 800 m nage libre en petit bassin | 7 min 29 s 17 | Championnats de France 2012 | Angers, France | 16 novembre 2012 |

### Records de France battus
Yannick Agnel a battu dix records de France en grand bassin dans deux épreuves différentes depuis le début de sa carrière.
| Épreuve                          | Temps         | Information / Compétition          | Lieu                  | Date            |
| 200 m nage libre en grand bassin | 1 min 46 s 35 | Championnats de France 2010        | Saint-Raphaël, France | 17 avril 2010   |
| 200 m nage libre en grand bassin | 1 min 46 s 30 | Open de Paris                      | Paris, France         | 27 juin 2010    |
| 200 m nage libre en grand bassin | 1 min 45 s 83 | Championnats d'Europe 2010         | Budapest, Hongrie     | 14 août 2010    |
| 200 m nage libre en grand bassin | 1 min 45 s 47 | Championnats de France 2011        | Schiltigheim, France  | 26 mars 2011    |
| 200 m nage libre en grand bassin | 1 min 44 s 99 | Championnats du monde 2011         | Shanghai, Chine       | 26 juillet 2011 |
| 200 m nage libre en grand bassin | 1 min 44 s 42 | Championnats de France 2012        | Dunkerque, France     | 20 mars 2012    |
| 200 m nage libre en grand bassin | 1 min 43 s 14 | Jeux olympiques 2012               | Londres, Royaume-Uni  | 30 juillet 2012 |
| 400 m nage libre en grand bassin | 3 min 46 s 26 | Championnats d'Europe juniors 2010 | Helsinki, Finlande    | 14 juillet 2010 |
| 400 m nage libre en grand bassin | 3 min 46 s 17 | Championnats d'Europe 2010         | Budapest, Hongrie     | 9 août 2010     |
| 400 m nage libre en grand bassin | 3 min 43 s 85 | Championnats de France 2011        | Schiltigheim, France  | 24 mars 2011    |

## Récompenses et distinctions
- Chevalier de la Légion d'honneur en 2013[100]
- Élu 2e Champion des champions français de L'Équipe en 2012